# Borough (Connecticut)
En el estado estadounidense de Connecticut, un borough, pronunciado como buró; es una sección incorporada de un pueblo. Los gobiernos de cada borough no son autónomos y son subordinados al gobierno del pueblo en el que están localizados. Un borough es claramente definido como una municipalidad, por lo que tiene servicios municipales básicos, como servicio policial, de bomberos, recolección de residuos, alumbrado público y mantenimiento, cuidado de cementerios y el código de construcción. Otros servicios municipales no son proveídos por el borough, sino que son proveídos por el gobierno del pueblo en el que están localizados. Los boroughs de Connecticut son administrativamente similares a las villas en Nueva York.
Bridgeport (ahora una ciudad) fue el primer borough del estado, creado en 1800 o 1801 como una subdivisión del pueblo de Stratford. Otros boroughs fueron establecidos después, especialmente durante el siglo XIX, para funcionar por un sinfín de propósitos municipales. Había 18 boroughs en el estado en 1850 llegando a un total de 26 en 1910. La mayoría de los boroughs de Connecticut fueron después disueltos o se convirtieron en una ciudad o pueblo.